# Spettri del tempo di guerra
Spettri del tempo di guerra (The Demon Lover and Other Stories) è una raccolta di racconti della scrittrice Elizabeth Bowen, pubblicata nel 1945.

## Racconti
L'edizione italiana contiene i seguenti racconti:
- Nella piazza (In the Square);
- Domenica pomeriggio (Sunday Afternoon);
- L'orologio ereditato (The Inherited Clock);
- L'anima allegra (The Cheery Soul);
- Canzoni che mio padre mi cantava (Songs My Father Sang Me);
- Incubo d'amore (The Demon Lover);
- Parole a sproposito (Careless Talk)
- I beati campi d'autunno (The Happy Autumn Fields);
- L'edera avvinceva gli scalini (Ivy Gripped the Steps);
- Biancospino rosa (Pink May);
- Verde agrifoglio (Green Holly);
- Misteriosa Kôr (Mysterious Kôr).

## Edizioni
- (EN) Elizabeth Bowen, The Demon Lover and Other Stories, 1ª ed., Londra, Jonathan Cape, 1945,  p. 189.
- Elizabeth Bowen, Spettri del tempo di guerra, traduzione di Ottavio Fatica, collana Biblioteca di Letteratura fantastica, n. 6, Theoria, 1991,  p. 249, ISBN 88-241-0237-9.